# Gruvsjön, Södermanland
Gruvsjön är en sjö i Katrineholms kommun i Södermanland och ingår i Nyköpingsåns huvudavrinningsområde. Sjön har en area på 0,0497 kvadratkilometer och ligger 49,3 meter över havet.

## Delavrinningsområde
Gruvsjön ingår i det delavrinningsområde (654407-153926) som SMHI kallar för Utloppet av Älvestasjön. Medelhöjden är 36 meter över havet och ytan är 6,35 kvadratkilometer. Räknas de 32 avrinningsområdena uppströms in blir den ackumulerade arean 376,56 kvadratkilometer. Hedenlundaån som avvattnar avrinningsområdet har biflödesordning 3, vilket innebär att vattnet flödar genom totalt 3 vattendrag innan det når havet efter 58 kilometer. Avrinningsområdet består mestadels av skog (39 procent), öppen mark (14 procent) och jordbruk (32 procent). Avrinningsområdet har 0,77 kvadratkilometer vattenytor vilket ger det en sjöprocent på 12,1 procent.